# سیب ممنوعه
(به ترکی استانبولی: Yasak Elma) یک مجموعه تلویزیونی ترکی است که توسط مدیاپیم تولید شده است. فیلم‌نامه این مجموعه توسط «ملیس جیولک» و «زینب گور» نوشته شده و «نسلیهان یشیلیورت» سه فصل اول و «مراد اوزتورک» فصل چهارم و «اجه ارداک» فصل پنجم و ششم آن را کارگردانی کرده‌اند. نخستین قسمت از این مجموعه در ۱۹ مارس ۲۰۱۸ از شبکه فاکس پخش گردید. این مجموعه پس از ۶ فصل، با ۱۷۷ قسمت در ۵ ژوئن ۲۰۲۳ به پایان رسید.

## بازیگران و شخصیت‌ها
| بازیگران             | نقش‌ها                    | قسمت‌ها        | توضیحات |
| -------------------- | ------------------------ | ------------- | --- |
| شوال سام             | اندر چلبی                | ۱۷۷–۱         | همسر سابق هالیت، همسر سابق کایا، همسر سابق علیهان، همسر سابق دوعان، نامزد سابق چاتای، معشوقه سابق سینان، خواهر جانر، مادر اییت و اریم، دوست صمیمی ییلدیز            |
| ادا اجه              | ییلدیز ییلماز            | ۱۷۷–۱         | همسر سابق کمال، همسر سابق هالیت، همسر سابق چاتای، همسر سابق دوعان، دوست دختر سابق کریم، دختر آسمان و مصطفی، خواهر زینب، مادر هالیت جان و ییلدیز سو، دوست صمیمی اندر |
| بیران داملا ییلماز   | کومرو ییلدیریم           | ۱۷۷–۱۱۱       | معشوقه سابق چاتای، معشوقه سابق سلیم، همسر سابق اکین، همسر جانر، دختر دوعان، مادر اندو و دوعان                                                                       |
| مراد آیگن            | دوعان ییلدیریم           | ۱۷۷–۱۱۱       | همسر سابق هاندان، همسر سابق ییلدیز، همسر سابق اندر، معشوق سابق آرزو، معشوق سابق جولیا، نامزد سابق هلال، پدر کومرو و ییلدیز سو                                       |
| سودا ارگینجی         | زینب ییلماز              | ۱–۴۶ ۱۷۷–۱۵۰  | همسر سابق علیهان، همسر سابق رفعت، همسر سابق انگین، همسر عطا، دوست سلیم، دختر آسمان و مصطفی، خواهر ییلدیز، مادر خوانده ملیس و صاحب یک پسر با آتا                     |
| شبنم دونمز           | هاندان کیلیچ             | ۱۷۷–۱۳۴       | همسر سابق دوعان، معشوقه سابق سلیم، مادر کومرو، خواهر انگین، دوست ییلدیز و اندر                                                                                      |
| برک اوکتای           | چاتای کویوجو             | ۱۴۶–۸۶        | همسر سابق ییلدیز، همسر سابق اندر، معشوق سابق کومرو، پسر حسن‌علی و فریده                                                                                              |
| باریش کیلیچ          | کایا ایکینجی             | ۸۵–۳۸ ۱۱۰–۱۰۶ | همسر سابق اندر، برادر شاهیکا، پدر اییت |
| نسرین جوادزاده       | شاهیکا ایکینجی           | ۱۰۸–۴۴        | همسر سابق حسن‌علی، معشوقه سابق هالیت، قاتل نادر، قاتل محمود، خواهر کایا، عمه اییت                                                                                    |
| طلعت بولوت           | هالیت آرگون              | ۸۵–۱          | همسر سابق زرین، همسر سابق اندر، همسر سابق ییلدیز، معشوق سابق دفنه، معشوق سابق شاهیکا، معشوق سابق لیلی، پدر زهرا، لیلا، اریم و هالیت جان                             |
| شفق پک‌دمیر           | زهرا آرگون               | ۱۱۰–۱         | دختر هالیت، خواهر لیلا، اریم و هالیت جان، همسر سابق سینان، همسر سابق کمال، همسر سابق مرت، دوست دختر سابق جانر                                                       |
| اردال اوزیاغجیلار    | حسن‌علی کویوجو            | ۱۱۰–۸۶        | همسر سابق فریده، همسر سابق شاهیکا، پدر چاتای |
| انور تونا            | علیهان تاشدمیر           | ۴۶–۱          | شریک هالیت، همسر سابق اندر، همسر سابق زینب، برادر زرین، دایی لیلا                                                                                                   |
| ویلدان وطنسور        | آیسل رستم                | ۱۷۷–۱         | مستخدم سابق هالیت، مستخدم ییلدیز |
| باریش آیتاچ          | جانر چلبی                | ۱۷۷–۲         | برادر اندر، دایی اریم و اییت، دوست صمیمی امیر، زینب و ییلدیز، همسر کومرو پدر اندو و دوعان                                                                           |
| سرکان روتکای آییکوز  | امیر یوکسل               | ۱۷۷–۸         | دوست صمیمی جانر، زینب و ییلدیز |
| ملیسا دوگو           | آسمان ییلماز             | ۱۷۷–۸         | مادر ییلدیز و زینب |
| بختیار ممیلی         | سدایی                    | ۱۷۷–۸۶        | دستیار حسن‌علی، چاتای و ییلدیز |
| سونات توکوچ          | جمال                     | ۱۷۷–۱۳۴       | دستیار هاندان |
| امیر کان اوزکان      | هالیت جان آرگون کویوجو ۲ | ۱۷۷–۱۴۷       | پسر هالیت و ییلدیز، برادر زهرا، لیلا، اریم و ییلدیز سو |
| گونش اوکلو           | ییلدیز سو ییلدیریم       | ۱۷۷–۱۴۷       | دختر ییلدیز و دوعان، خواهر کومرو و هالیت جان |
| اوتکو آتش            | عطا                      | ۱۷۷–۱۶۶       | همسر زینب، دوست ییلدیز، پدر ملیس و صاحب یک پسر با زینب |
| نهیر اردوغان         | جولیا موران              | ۱۷۵–۱۶۱       | معشوقه سابق دوعان، خواهر سلیم، دشمن ییلدیز، اندر و هاندان |
| سارپ ایکیلر          | اصلان                    | ۱۷۳–۱۶۳       | |
| امره کیزیلیرماک      | سلیم آوجی‌اغلو            | ۱۷۷–۱۵۵       | معشوق سابق کومرو، معشوق سابق هاندان دوست زینب، برادر جولیا |
| الیف ییلماز          | توعچه                    | ۱۷۱–۱۶۱       | دستیار جولیا، دوست دختر سابق امیر |
| نریمان اوگور         | سویم آوجی‌اغلو            | ۱۶۲–۱۶۷       | |
| مورات اونوک          | کورای آوجی‌اغلو           | ۱۶۲–۱۶۶       | |
| بکیر آکسوی           | انگین کیلیچ              | ۱۶۶–۱۴۷       | برادر هاندان، همسر سابق زینب |
| پلین اورهونر         | سلن ییلدیریم             | ۱۶۳–۱۶۲       | |
| اجه اوزدیکی          | هلال آلتینیوز            | ۱۵۵–۱۴۷       | وکیل، نامزد سابق دوعان |
| کنان اکار            | آلتای                    | ۱۵۳–۱۴۷       | دوست کومرو |
| علی یاسین اوزگمن     | تارجان                   | ۱۵۲–۱۴۷       | خواننده و دوست ییلدیز |
| جان کیلان            | مراد                     | ۱۴۸–۱۴۱       | دستیار دوعان |
| سنا ییلدیز           | غمزه                     | ۱۴۶–۱۳۱       | دوست اکین و ییلدیز، دوست دختر سابق جانر |
| جیهون منگیراوغلو     | آکین اندر                | ۱۴۶–۱۳۰       | پسر سامی اندر، همسر سابق کومرو |
| کوزی گذر             | هالیت جان آرگون کویوجو ۱ | ۱۴۶–۵۱        | پسر هالیت و ییلدیز، برادر زهرا، لیلا، اریم و ییلدیز سو |
| سویدان سویداس        | فیدو                     | ۱۴۴–۱۴۱       | همکار هاندان |
| اردال بلینگین        | چتین                     | ۱۴۱–۱۱۱       | دستیار دوعان |
| جانسل الچین          | جنک آکین                 | ۱۳۸–۱۴۰       | کارمند بانک |
| اجه ایرتم            | مریج                     | ۱۳۵–۱۲۹       | دوست کومرو، عاشق دوعان |
| امره دینلر           | عمر                      | ۱۳۳–۱۰۲       | پسر دوست حسن‌علی، دوست چاتای، امیر و جانر دوست پسر سابق فیضا، برای مدتی دوست پسر کومرو                                                                               |
| نیهان آیپولات        | آرزو                     | ۱۲۸–۱۱۵       | دوست دختر سابق دوعان |
| اجه دیزدار           | فیضا                     | ۱۲۸–۱۱۰       | دوست دختر سابق چاتای، مادر اطلس |
| گوکهان سیوان         | سامی اندر                | ۱۲۸–۱۲۵       | رقیب دوعان، پدر اکین |
| یاسمین اربیل         | جانان                    | ۱۲۰–۱۱۱       | دوست صمیمی کومرو |
| حیاتی اکباش          | حیاتی                    | ۱۱۰–۹۳        | دستیار شاهیکا |
| گولنای کالکان        | فریده تاشکین             | ۱۱۰–۸۶        | همسر سابق حسن‌علی، مادر چاتای |
| غمزه آتای            | گولار                    | ۱۱۰–۸۶        | دوست فریده |
| نیلپری شاهین‌کایا     | جانسو ییلدریم            | ۱۰۸–۹۳        | عاشق چاتای، قاتل شاهیکا |
| سلین اوزال           | دیانا                    | ۱۰۷–۱۰۵       | پرستار هالیت جان |
| مرت آلتینیشک         | محمود                    | ۱۰۲–۸۶        | دستیار حسن‌علی |
| جان نرگس             | مرت کارا                 | ۱۰۰–۷۴        | همسر سابق زهرا، دوست صمیمی کریم |
| محمد پامکچو          | صدقی                     | ۹۰–۱          | راننده هالیت |
| احمد هاکتان زاولاک   | اریم آرگون ۲             | ۸۶–۷۵         | پسر هالیت و اندر، برادر زهرا، لیلا، هالیت جان و اییت |
| بوچه بوسه قهرمان     | لیلا آرگون ۲             | ۸۶–۴۵         | دختر هالیت و زرین، خواهر زهرا، اریم و هالیت جان، خواهرزاده علیهان، دوست دختر سابق امیر، دوست دختر سابق اییت                                                         |
| گوکهان آلکان         | کریم اینجسو              | ۷۲–۸۵         | دوست پسر سابق ییلدیز، دوست مرت |
| دوگاچ ییلدیز         | اییت ایکینجی             | ۸۵–۴۲         | پسر کایا و اندر، برادرزاده شاهیکا، برادر اریم، دوست پسر سابق لیلا                                                                                                   |
| ایلبر اویگار کابوغلو | اریم آرگون ۱             | ۷۴–۱          | پسر هالیت و اندر، برادر زهرا، لیلا، هالیت جان و اییت |
| مرتکا آرات           | آکین                     | ۷۷–۴۹         | دوست زهرا |
| هاکان کاراهان        | نادر کلیچ                | ۷۱–۵۷         | شریک هالیت، عاشق ییلدیز |
| تووانا تورکای        | عایشه/ لیلا چلبی         | ۷۰–۴۰         | همسر سابق حلمی، عاشق کایا، معشوقه سابق هالیت |
| نیلگون تورک‌سور       | زرین تاشدمیر             | ۴۶–۱ ۶۷–۶۴    | همسر سابق هالیت، خواهر علیهان، مادر لیلا |
| کاویت چتین گولر      | حلمی                     | ۵۶–۵۴         | همسر سابق عایشه/ لیلا |
| اگه کوکنلی           | باران                    | ۴۷–۴۵         | دوست اییت |
| عایشه‌گل چینار        | لیلا آرگون ۱             | ۴۷–۱          | دختر هالیت و زرین، خواهر زهرا، اریم و هالیت جان، خواهرزاده علیهان، دوست دختر سابق امیر، دوست دختر سابق اییت                                                         |
| احمد کایاکسن         | هاکان کورتولوش ۲         | ۴۶–۱۳         | دوست علیهان و زینب، دوست پسر ایرم |
| اردم کاینارجا        | داوود                    | ۴۰–۲۷         | نامزد سابق زینب |
| تولگا سالا           | قربان                    | ۴۰–۲۷         | دستیار داوود |
| سارپ جان کوراوغلو    | آتاکان کمال کاراجا       | ۳۷–۱۵         | همسر سابق ییلدیز، همسر سابق زهرا |
| زینب باستیک          | ایرم                     | ۳۳–۲۳         | دختر خاله ییلدیز و زینب، دوست دختر هاکان |
| ابرو شاهین           | هیرا بزک                 | ۲۳–۱۴         | دوست دختر سابق علیهان |
| گون ایکنجی           | جم اوزون                 | ۲۱–۱۰         | برادر لاله، دوست علیهان، دوست پسر سابق زینب |
| یلیز شار             | دفنه                     | ۱۹–۱۴         | دوست سابق ییلدیز |
| کیوانچ کاسابالی      | سینان                    | ۱۳–۱          | معشوق سابق اندر، همسر سابق زهرا |
| ایرم کاهیااوغلو      | شنگول دوعان              | ۱۴–۱          | دوست ییلدیز |
| توگچه کوچاک          | لاله اوزون               | ۱۳–۱          | خواهر جم، دوست دختر سابق علیهان |
| سینان ارگلو          | هاکان کورتولوش ۱         | ۱۲–۱          | دوست علیهان و زینب، دوست پسر ایرم |

## برنامه پخش
| شماره فصل | روز و ساعت پخش | اولین پخش فصل   | پایان فصل    | قسمت‌ها | تعداد قسمت‌های فصل | سال       | کانال |
| --------- | -------------- | --------------- | ------------ | ------ | ----------------- | --------- | ----- |
| فصل ۱     | دوشنبه ۲۰:۰۰   | ۱۹ مارس ۲۰۱۸    | ۴ ژوئن ۲۰۱۸  | ۱۲     | ۱–۱۲              | ۲۰۱۸      | فاکس  |
| فصل ۲     | دوشنبه ۲۰:۰۰   | ۱۰ سپتامبر ۲۰۱۸ | ۲۷ مه ۲۰۱۹   | ۳۵     | ۱۳–۴۷             | ۲۰۱۸–۲۰۱۹ | فاکس  |
| فصل ۳     | دوشنبه ۲۰:۰۰   | ۹ سپتامبر ۲۰۱۹  | ۲۳ مارس ۲۰۲۰ | ۲۷     | ۴۸–۷۴             | ۲۰۱۹–۲۰۲۰ | فاکس  |
| فصل ۴     | دوشنبه ۲۰:۰۰   | ۷ سپتامبر ۲۰۲۰  | ۱۰ مه ۲۰۲۱   | ۳۶     | ۷۵–۱۱۰            | ۲۰۲۰–۲۰۲۱ | فاکس  |
| فصل ۵     | دوشنبه ۲۰:۰۰   | ۱۳ سپتامبر ۲۰۲۱ | ۱۳ ژوئن ۲۰۲۲ | ۳۶     | ۱۱۱–۱۴۶           | ۲۰۲۱–۲۰۲۲ | فاکس  |
| فصل ۶     | دوشنبه ۲۰:۰۰   | ۱۹ سپتامبر ۲۰۲۲ | ۵ ژوئن ۲۰۲۳  | ۳۱     | ۱۴۷–۱۷۷           | ۲۰۲۲–۲۰۲۳ | فاکس  |

## پخش بین‌المللی
| کشور                | شبکه                           |
| ------------------- | ------------------------------ |
| آلبانی              | Vizion plus, KTV               |
| مکزیک               | Imagen Televisión              |
| مجارستان            | Izaura TV                      |
| اسلوونی             | Planet TV                      |
| پاناما              | TVN                            |
| پرو                 | Latina TV                      |
| قزاقستان            | Astona TV                      |
| هند                 | MX Player                      |
| اسرائیل             | ערוצי הדרמות הטורקיות          |
| جهان عرب            | اواس‌ان، زی الوان، ام‌تی‌وی لبنان |
| آفریقای جنوبی       | E.tv/Extra/E.Plesier           |
| پاکستان             | Urdu 1                         |
| مقدونیه شمالی       | Kanal 5                        |
| بلغارستان           | bTV                            |
| لیتوانی             | LNK                            |
| ویتنام              | VTV3                           |
| استونی              | Kanal 2                        |
| رومانی              | Kanal D، Antena                |
| دانمارک             | TV2                            |
| نروژ                | TV2                            |
| آیسلند              | TV2                            |
| لهستان              | TVP2                           |
| گرجستان             | Rustavi 2                      |
| اسلواکی             | Tv Maekiza                     |
| بوسنی و هرزگوین     | Hayat TV                       |
| صربستان             | Tv Pink                        |
| مونته‌نگرو           | Tv Pink                        |
| ایران               | Gem TV                         |
| شیلی                | Chilevisión                    |
| کلمبیا              |                                |
| بولیوی              |                                |
| اسپانیا             | Antena 3                       |
| سوئد                | SVT                            |
| بریتانیا            | Ultra                          |
| ایرلند              | Ultra                          |
| مالت                | Ultra                          |
| فنلاند              | Nova Tv                        |
| ایالات متحده آمریکا | MundoMax                       |
| کانادا              | MundoMax                       |
| روسیه               | Subbotatv                      |
| بلاروس              | Subbotatv                      |
| جمهوری چک           | Tv Markiza                     |
| فرانسه              | MIPCOM                         |
| آلمان               | TVN                            |
| هلند                | FLN                            |
| بلژیک               | Lotus 1                        |
| لتونی               | LNT                            |
| ایتالیا             | Channel 5                      |
| اتریش               | TVN                            |
| کرواسی              | Tv Pink                        |
| استرالیا            | TBA                            |
| نیوزیلند            | TBA                            |
| آرژانتین            | TBA                            |
| برزیل               | TBA                            |
| مولداوی             | Kanal D ،Antena                |